# 킴 노백
킴 노백(Kim Novak, 1933년 2월 13일 ~ )은 미국의 배우이다. 

## 출연 작품
- 피크닉 (1955)
- 황금팔을 가진 사나이 (1955)
- 애심 (1956)
- 팔 조이 (1957)
- 현기증 (1958)
- 페페 (1960)
- 키스 미 스투피드 (1964)
- 라일라 클레어의 전설 (1968)
- 사랑하는 플레이보이 (1978)
- 거울 살인 사건 (1980)

## 같이 보기
- 아티스트 (2011년 영화)